# امپراتوری استعماری دانمارک
امپراتوری استعماری دانمارک (دانمارکی: danske kolonier) و قبل از آن امپراتوری دانمارک-نروژ نامی است برای مجموعه مستعمرات دو کشور دانمارک و نروژ (دانمارک به تنهایی پس از ۱۸۱۴) که طی دوره ۱۵۳۶ تا ۱۹۴۵ در استعمار این دو کشور قرار داشتند. امپراتوری دانمارک در اوج خود مستعمراتی از چهار قاره (اروپا، آمریکای جنوبی، آفریقا و آسیا) داشت و مساحت آن در سال ۱۸۰۰ بالغ بر ۳٬۰۰۰٬۰۰۰ کیلومتر مربع (۱٬۱۵۸٬۳۰۶ مایل مربع) بود. دوره استعماری گسترش مشخص شده افزایش در وضعیت و قدرت دانمارکی و نروژی در اتحادیه. ساختمان‌ها و کاخ‌هایی از این دوران در کپنهاگ پایتخت دانمارک به جای مانده است.
در قرن ۱۷ و بر اساس تجربیاتی در اداره شبه جزیره اسکاندیناوی، دانمارک-نروژ شروع به توسعه مستعمرات، قلعه‌ها و پست‌های تجاری در آفریقا، کارائیب و هند کردند. پس از ۱۸۱۴ زمانی که نروژ پس از جنگ ناپلئون به سوئد اعطا شد، دانمارک بر مستعمرات مشترک پیشین با نروژ مسلط شد. پادشاه دانمارک کریستیان چهارم، برای اولین بار آغاز سیاست گسترش تجارت دانمارک-نروژ در مناطق دور را اجرا کرد که بخشی از موج مرکانتالیسم در اروپا بود. نخستین مستعمره دانمارک-نروژ در سواحل جنوبی هند در ۱۶۲۰ تأسیس شد.
امروز تنها بقایای باقی مانده از این امپراتوری، یک مستعمره نروژی هست که بخشی از قلمروی دانمارک محسوب می‌شوند. این دو منطقه عبارت است از جزایر فارو.گرینلند هم که آخرین مستعمره مهم دانمارک بود،در سال 2017 استقلال یافت.

## آسیا

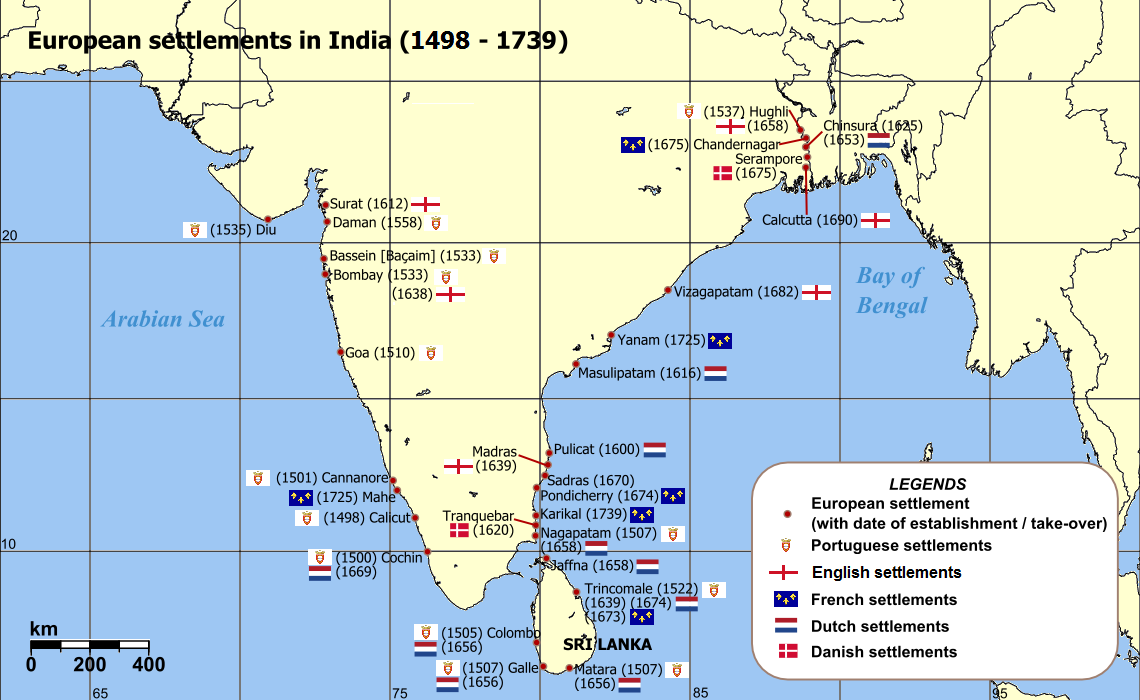
مناطق مسکونی دانمارک و سایر کشورهای اروپایی در هند.

## سقوط
سقوط امپراتوری استعماری دانمارک ناشی از کمبود منابع بود. این امپراتوری به سرعت تحت‌الشعاع امپراتوری‌های دیگر مانند فرانسه، بریتانیا و هلند قرار گرفت. در نهایت دانمارک مستعمرات خود را در هند به بریتانیا فروخت.

## میراث
جزایر فارو آخرین بقایای امپراتوری استعماری دانمارک هست. استعمار گرینلند در سال ۱۹۵۳ متوقف شد، اما این جزیره، به بخشی جدایی ناپذیر از پادشاهی دانمارک تبدیل شد. از سال ۱۹۷۹ استقلال عمل بیشتری از جمله حق تعیین سرنوشت کسب کرد.